# Ramat Jiszaj
Ramat Jiszaj (hebr. רמת ישי; ang. Ramat Yishai; pol. Wzgórza Jiszajego bądź Wzgórza Jessego) – samorząd lokalny położony w Dystrykcie Północnym, w Izraelu.

## Położenie
Miejscowość jest położona na wysokości około 90-100 metrów n.p.m. w północno-zachodniej części intensywnie eksploatowanej rolniczo Doliny Jezreel w Dolnej Galilei, na północy Izraela. Okoliczny teren łagodnie opada w kierunku południowym. Przez zachodnią krawędź miasteczka przepływa strumień Betlejem, a na wschodzie płynie strumień Nahalal. W jej otoczeniu znajduje się miasteczko Kirjat Tiwon, kibuc Allonim, moszawy Allone Abba, Bet Lechem ha-Gelilit, Bet Sze’arim, Kefar Jehoszua i Sede Ja’akow, oraz arabska wioska Manszija Zabda. Na południe od osady znajduje się baza lotnicza Ramat Dawid.
Ramat Jiszaj jest położone w Poddystrykcie Jezreel, w Dystrykcie Północnym Izraela.

## Historia
Pierwotnie w miejscu tym znajdowała się niewielka arabska wioska Jeida. Tutejsze ziemie zostały na początku XX wieku wykupione przez Żydowski Fundusz Narodowy. Planowano utworzenie tutaj nowej żydowskiej osady w Palestynie o gospodarce będącej kombinacją rolnictwa i przemysłu tkackiego. W tym celu utworzono spółkę „Manor” (hebr. מנור) braci Mordechaja i Hermana Rosenbergów. Gdy w 1925 roku arabscy mieszkańcy opuścili swoje domy w wykupionej przez Żydów wiosce Jeida, na ich miejsce w listopadzie tegoż roku sprowadzono pierwsze żydowskie rodziny z Polski. W pierwszej połowie 1926 roku dołączyli do nich kolejni z Łodzi i Białegostoku – ogółem około 200 imigrantów w 54 rodzinach plus 36 samotnych osób. Nowa osada początkowo nazywała się Manor, ale nieoficjalnie nadal mówiono na nią Jeida. W czerwcu 1926 roku uruchomiono zakłady włókiennicze Emek ha-Tekstil (hebr. עמק הטכסטיל). Zakład nie był jednak samowystarczalny ekonomicznie i korzystał z pomocy organizacji syjonistycznych. Gdy w 1929 roku rozpoczął się wielki kryzys, jego skutki boleśnie odczuł cały Brytyjski Mandat Palestyny. Tutejszy zakład zamknięto, a znaczna część mieszkańców osady opuściła kraj i powróciła do Polski. Na miejscu pozostało 25 rodzin, które skoncentrowały się na działalności rolniczej. Jednak plaga myszy zjadła większość ziarna, zmuszając znaczną większość z mieszkańców do opuszczenia Manor. W rezultacie wioska została prawie całkowicie opuszczona.
W 1931 roku przy pomocy organizacji syjonistycznych i Żydowskiego Funduszu Narodowego ponownie otworzono tutejszy zakład włókienniczy. Starano się w ten sposób zapobiec całkowitemu upadkowi osady i uniknąć wrażenia niepowodzenia osadnictwa żydowskiego w Palestynie. Mogło to również wywrzeć negatywny wpływ na polskich Żydów, zniechęcając ich do Aliji. W 1932 roku w zakładzie pracowało 8 mieszkańców osady, co było zaledwie znikomym ułamkiem dawnego zakładu. Pod koniec 1933 roku zakład przejęła grupa niemieckich imigrantów, którzy zainwestowali duże pieniądze w jego modernizację. W latach 30. XX wieku przeprowadzono również loterię, rozdzielając grunty między właścicieli. Stworzyło to sytuację, w której kilka żydowskich rodzin mieszkało rozrzuconych na dużym obszarze, bez koncentracji w jednym miejscu. Konsekwencją tego były duże straty poniesione podczas arabskiego powstania w Palestynie (1936–1939). W trakcie jednego z nocnych arabskich ataków spłonęła fabryka (zginęła 1 osoba, a 1 została ranna). Zakład ponownie odbudowano, a w osadzie osiedliła się grupa żydowskich imigrantów z Jemenu, którzy znaleźli zatrudnienie w tutejszej fabryce.

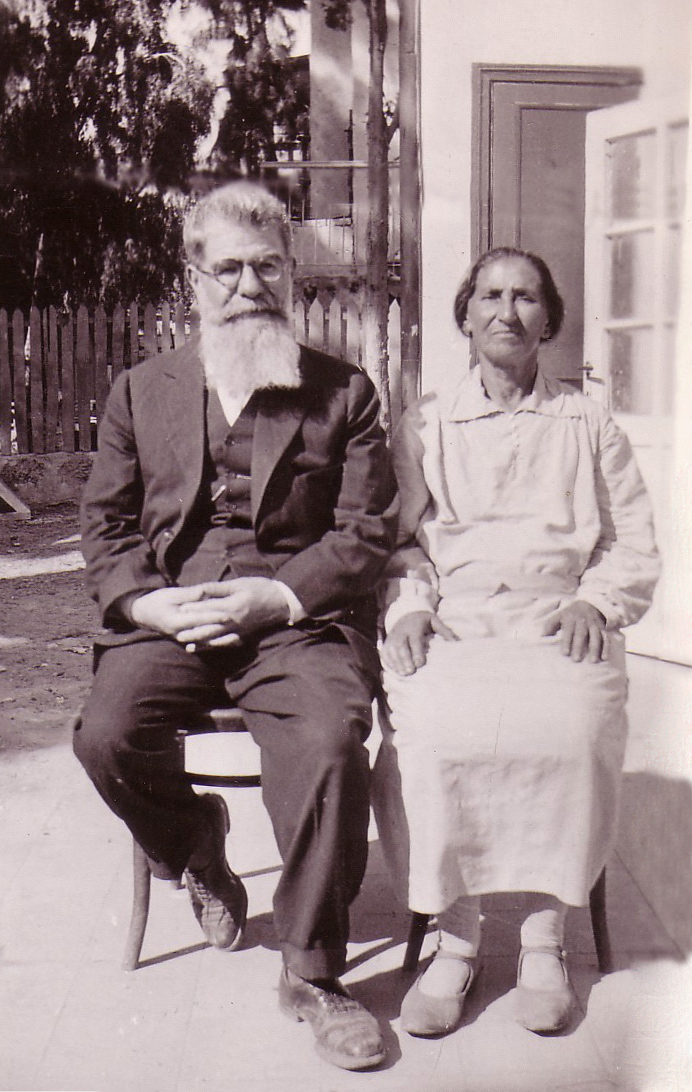
Jiszaj Israel Adler z żoną, przed 1948 r.

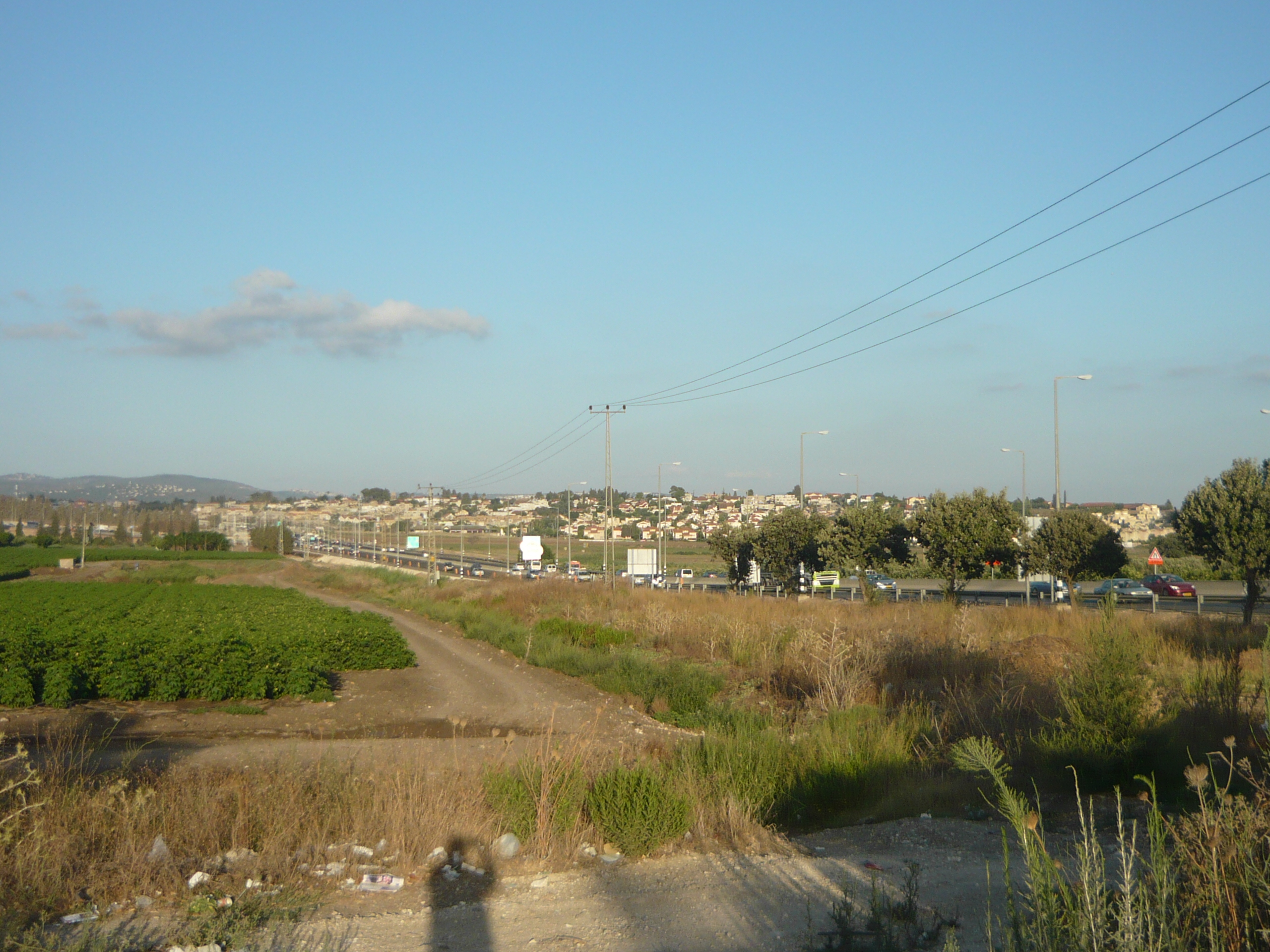
Widok Ramat Jiszaj od strony kibucu Allonim

Punktem przełomowym w historii osady okazały się działania nauczyciela Israel Jiszaja Adlera z Tel Awiwu, dzięki któremu w 1944 roku wybudowano tutaj dziesięć domów mieszkalnych. Umożliwiło to osiedlenie się nowych imigrantów i dało bodziec do dalszego rozwoju osady. tym samym roku zmieniono nazwę osady na Ramat Jiszaj, upamiętniając w ten sposób osobę Jiszaja Adlera. Pomimo to, w 1947 roku nastąpiło zamknięcie zakładu włókienniczego, a w sierpniu tego roku w osadzie pozostało już tylko 15 rodzin. Tymczasem w poszukiwaniu skutecznego rozwiązania narastającego konfliktu izraelsko-arabskiego w dniu 29 listopada 1947 roku została przyjęta Rezolucja Zgromadzenia Ogólnego ONZ nr 181. Zakładała ona między innymi, że wioska Ramat Jiszaj miała znaleźć się w granicach nowo utworzonego państwa żydowskiego. Arabowie odrzucili tę Rezolucję i dzień później doprowadzili do wybuchu wojny domowej w Mandacie Palestyny. W trakcie jej trwania rejon wioski zajęły siły Arabskiej Armii Wyzwoleńczej, które sparaliżowały żydowską komunikację w całej okolicy. Sytuacją upadającej osady zainteresował się jednak dr Samuel Dicker, który umożliwił w kwietniu 1948 roku przywrócenie działalności tutejszego zakładu. W osadzie mieszkało wówczas 30 rodzin, których egzystencja była uzależniona od pracy w zakładzie włókienniczym.
Podczas I wojny izraelsko-arabskiej wojska izraelskie przeprowadziły w 1948 roku szereg operacji, w wyniku których usunięto zagrożenie arabskich milicji i przejęto kontrolę nad całą Galileą. W maju 1949 roku w Ramat Jiszaj mieszkało już 45 rodzin, a brak mieszkań uniemożliwiał przyjmowanie nowych imigrantów. w czerwcu 1950 roku w osadzie utworzono obóz przejściowy (ma’abarot), w którym w namiotach mieszkało około 500 rodzin. Wraz z przeniesieniem 200 rodzin do Migdal ha-Emek w 1953 roku nastąpiła likwidacja obozu. W Ramat Jiszaj pozostało około 160 rodzin, dla potrzeb których powstała duża piekarnia, stolarnia i inne zakłady usługowe. W latach 1953–1954 podjęto starania, aby uzyskać nowe grunty pod budownictwo mieszkaniowe i w ten sposób przyjąć więcej imigrantów. W listopadzie 1958 roku Ramat Jiszaj otrzymała status samorządu lokalnego, stając się centrum administracyjnym Samorządu Regionu Kiszon (w 1980 roku został on skonsolidowany w Samorząd Regionu Emek Jizre’el). W 1959 roku nastąpił ostateczny upadek tutejszego zakładu włókienniczego, który postawiono w stan upadłości i zamknięto. W rezultacie miasteczko znalazło się w bardzo trudnej sytuacji ekonomicznej - zaledwie 60 z 210 rodzin posiadało pracę. Poszukując rozwiązania tej kryzysowej sytuacji, w październiku 1963 roku utworzono specjalną strefę przemysłową, która dała wiele nowych miejsc pracy. W latach 80. XX wieku miejscowość przeżyła boom budownictwa mieszkaniowego. Dla potrzeb nowych imigrantów wybudowano nowe osiedla mieszkaniowe. Istnieją dalsze plany rozbudowy miejscowości.

### Nazwa
Nazwa miejscowości Ramat Jiszaj (hebr. רמת ישי) tłumaczy się na język polski Wzgórza Jiszajego. Nazwa nawiązuje do jednego z założycieli osady - Izrael Jiszaja Adlera. Nawiązuje także do biblijnej postaci Jesseego, ojca późniejszego izraelskiego króla Dawida.

## Demografia
Zgodnie z danymi Izraelskiego Centrum Danych Statystycznych w 2013 roku w Ramat Jiszaj żyło ponad 7,3 tys. mieszkańców, w 98,9% Żydzi (pozostali to inne narodowości). Jest to niewielkie miasteczko, którego populacja charakteryzuje się niewielkim, lecz stałym wzrostem liczebności. Według danych z 2011 roku przyrost naturalny w porównaniu do poprzedniego roku wyniósł 2,1%. W roku tym urodziło się 114 dzieci, a zmarło 95 osób (odnotowano 1 zgon niemowląt). Według danych za 2011 rok liczba zatrudnionych pracowników wynosiła 3296, a liczba osób pracujących na własny rachunek wynosiła 254. Średnie miesięczne wynagrodzenie w 2011 roku wynosiło 11074 ILS (średnia krajowa 7964 ILS). Zasiłki dla bezrobotnych pobierało 57 osób, w tym 21 mężczyzn (średni wiek: 43 lata). Świadczenia emerytalne oraz rentowe pobierało 393 osoby, a zapomogi społeczne 38 osób.
| Wiek (w latach) | Procent populacji w % |
| --------------- | --------------------- |
| 0 – 4           | 8,5                   |
| 5 – 9           | 8,3                   |
| 10 – 14         | 8,3                   |
| 15 – 19         | 8,3                   |
| 20 – 29         | 16,1                  |
| 30 – 44         | 19,9                  |
| 45 – 59         | 19,5                  |
| 60 – 64         | 5,9                   |
| 65 –            | 5,2                   |

Źródło danych: Central Bureau of Statistics.

## Symbole
| Burmistrz         | Lata sprawowania urzędu |
| ----------------- | ----------------------- |
| Amnon Janai       | 1959-1962               |
| Jehuda Szoszani   | 1962-1965               |
| Oded Janai        | 1965-1969               |
| Jehuda Szoszani   | 1969-1971               |
| Zelda Kramer      | 1971-1974               |
| Jehuda Szoszani   | 1974-1976               |
| Mosze Zeidner     | 1976-1978               |
| Dror Vogel        | 1978–1993               |
| Zeev Schwartz     | 1993–1998               |
| Icchak Nir Havkin | 1998-2008               |
| Ofer Ben-Eliezer  | 2008-nadal              |

Herb Ramat Jiszaj przedstawia budynek karawanseraju dawnej arabskiej wioski Jeida. Obok tego Chanu Ramat Jiszaj widnieje palma. Dodatkowo, na herbie umieszczono nazwę miasta w języku hebrajskim. Oficjalna flaga miasta jest w kolorze żółtym lub jasnoniebieskim, z ciemnoniebieskim herbem pośrodku.

## Polityka
Budynek siedziby władz samorządowych znajduje się przy ulicy Arava. Burmistrzem od 2008 roku jest Ben-Eliezer Ofer.
Ramat Jiszaj było jednym z pionierów dochodzenia kobiet do władz samorządowych w Izraelu. W 1962 roku Szoszana została wybrana jako przewodnicząca samorządu lokalnego (ponownie w 1969 r.), a w 1971 roku Zelda Kramer.

### Współpraca międzynarodowa

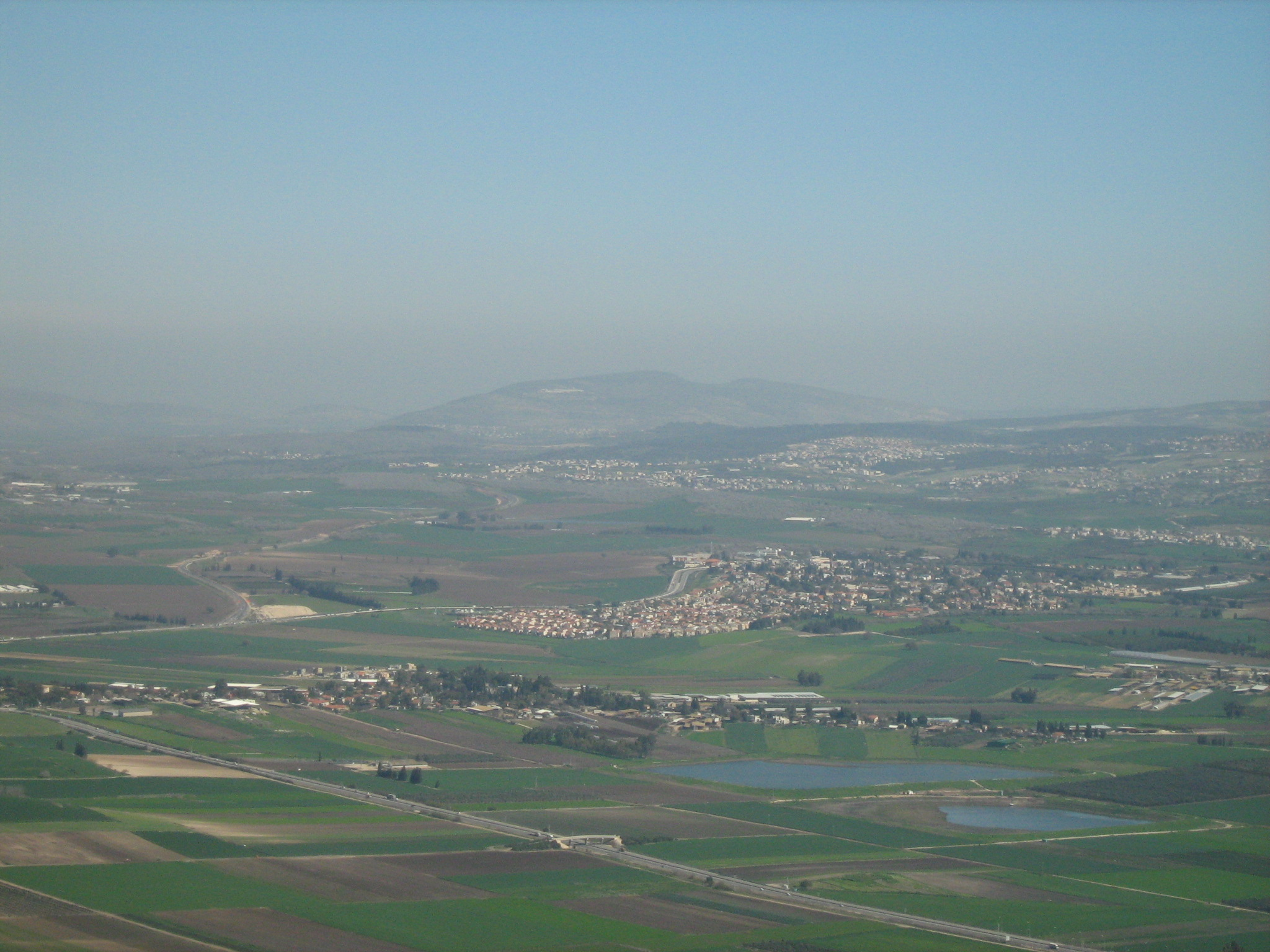
Widok Ramat Jiszaj z lotu ptaka

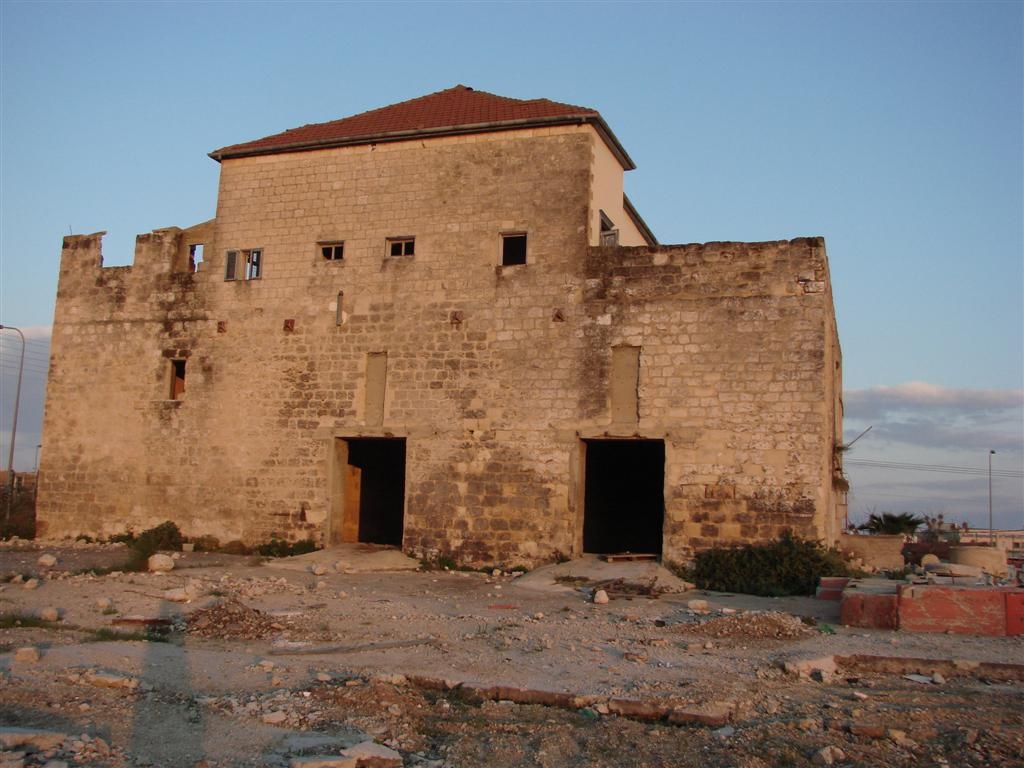
Chan Ramat Jiszaj

Ramat Jiszaj ma zawartą umowę partnerską z następującym miastem:
- Viimsi,  Estonia (2012 r.)

## Gospodarka i infrastruktura
Lokalna gospodarka opiera się głównie na handlu i rzemiośle. Część mieszkańców znalazło pracę w strefie przemysłowej położonej w północnej części miejscowości. Wielu dojeżdża do pracy w rejonie Hajfy. Dogodne położenie przy ważnym węźle komunikacyjnym stworzyło dogodne warunki do stworzenia dwóch dużych centrów handlowych z kilkoma restauracjami. Cmentarz komunalny jest położony przy wzgórzu Tel Risim, na południowo-zachodnim obrzeżu miasteczka.

## Transport
Z miasteczka wyjeżdża się na północ na drogę nr 75, którą jadąc na wschód dojeżdża się do moszawu Bet Sze’arim i wioski Manszija Zabda, lub jadąc na zachód do skrzyżowania z drogą ekspresową nr 77 i dalej do miejscowości Kirjat Tiwon. Lokalna droga prowadzi na południe do moszawu Kefar Jehoszua. W 2011 roku w Ramat Jiszaj były zarejestrowane 2847 pojazdy silnikowe, w tym 2457 samochodów osobowych (średnia wieku samochodów prywatnych wynosiła 6 lat). W roku tym w mieście doszło do 5 wypadków.

## Architektura
Zabudowa miasta w większości składa się z niewysokich domów mieszkalnych. W większości są to jednorodzinne domki. Osiedla rozciągają się wśród pól uprawnych, w otoczeniu licznych drzew. W obrębie miasteczka utworzono kilka ogrodów: Mosze, Hanan, Kuti, Sagie, Ron i Meir.

### Zabytki
W północno-wschodniej części miejscowości zachowano pozostałości dawnej arabskiej wioski Jeida. Największą tutejszą atrakcją turystyczną jest budynek starego wybudowanego w 1909 roku Chanu Ramat Jiszaj. Budynek karawanseraju jest opuszczony, istnieją jednak plany jego renowacji, aby służył on celom turystycznym.

## Kultura
W centrum miasteczka znajduje się lokalne centrum kultury z biblioteką publiczną. Prowadzi ono rozległą działalność kulturalną skierowaną dla różnych grup wiekowych mieszkańców Ramat Jiszaj. Przy nim jest scena teatralna i kino „Beit Miriam”.

## Edukacja
Zgodnie z danymi Izraelskiego Centrum Danych Statystycznych w Ramat Jiszaj jest 12 przedszkoli oraz 2 szkoły – podstawowa i gimnazjum. W 2011 roku w 30 klasach szkolnych uczyło się 859 uczniów. Średnia uczniów w klasie wynosiła 23. Dodatkowo gmina utworzyła centrum szkoleniowe, które zapewnia pomoc edukacyjną i terapeutyczną dzieciom z trudnościami w uczeniu się.

## Religia
W miejscowości znajdują się dwie synagogi – Abir Jakub i Magen Abraham. Działa tu także ośrodek Chabad Ramat Jiszaj, w którym poza synagogą i mykwą znajduje się także klub dla młodzieży, klub dla kobiet, przedszkole itp.

## Sport i rekreacja
W Ramat Jiszaj jest basen pływacki, sale sportowa i boiska. W latach 90. XX wieku wybudowano sztuczną ścianę wspinaczkową, która jest najwyższym tego typu obiektem w kraju. Organizowane są tutaj mistrzostwa Izraela we wspinaczce.